# Pretty Peaches 2
Pretty Peaches 2 ist ein amerikanischer Pornofilm des Regisseurs Alex DeRenzy aus dem Jahr 1987 und beinhaltet Interracial-, Anal- und Facial-Szenen. Der Film wurde mehrfach ausgezeichnet, unter anderem 1988 bei den XRCO Awards und 1989 bei den AVN Awards als „Best Video“.

## Handlung
Peaches ist zwanzig Jahre alt und noch Jungfrau. Diesem Missstand würde sie gerne mit tatkräftiger Unterstützung ihres Freunds Bobby abhelfen. Allerdings hört ihre geschiedene Mutter Eunice Goldbloom, bei der sie lebt, das beginnende Liebesspiel, schickt ihre Tochter ins Bett und Bobby nach Hause. Dieser irrt sich jedoch in der Tür und findet sich in Mrs. Goldblooms Schlafzimmer wieder, wo er sich vor ihr versteckt, aber von ihr gefunden wird, nachdem sie sich vollständig entkleidet hat. Sie hält ihn für einen Spanner und um ihn zu erniedrigen, zwingt sie ihn mit vorgehaltenem Messer, sich selbst auszuziehen, bevorzugt aber stattdessen ein Intimerlebnis mit ihm.
Unterdessen ärgert sich Peaches über ihre vermeintlich prüde Mutter und besucht am nächsten Tag ihren Vater Stanley, um mehr über Sexualität zu lernen. Dieser ist ihr aber ebenfalls keine große Hilfe, und sie macht sich auf den Weg zu ihrem merkwürdigen Onkel Howard, einem Vietnam-Veteranen. Auf dem Weg dorthin wird sie von einem Lastwagenfahrer mitgenommen, der sie dabei zusehen lässt, wie er die Dienste der Prostituierten Julie in Anspruch nimmt.
Unterdessen haben ihre Eltern, Stanley und Eunice Goldbloom bemerkt, dass ihre Tochter durchgebrannt ist, und folgen ihr. Beim Stelldichein von Eunice Goldbloom mit Christian interveniert ihr Ex-Mann Stanley und vertreibt den Nebenbuhler. Beide vereinen sich wieder und werden wieder miteinander intim.
In der Zwischenzeit ist Peaches bei ihrem Onkel Howard angekommen und gerät in einen verwirrenden Strudel sexueller Exzesse, durch die sie mit den Details der Sexualität vertraut gemacht wird.
Auch ihre Eltern bleiben nach der Ankunft von den erotischen Verwicklungen nicht verschont: Mrs. Goldbloom hat eine sexuelle Begegnung mit Onkel Howard, ihr Ex-Mann Stanley mit Crystal.
In diesem Chaos taucht zu Peaches' Freude plötzlich ihr Freund Bobby auf und es kommt endlich zu der lang ersehnten sexuellen Vereinigung mit ihm.
Der Film endet, als die im Schlaf schreiende Peaches von ihren Eltern geweckt wird und sie verblüfft feststellt, dass alles nur ein intensiver Traum war.

## Kritiken
- AVN[2] vergibt das Rating AAAA und lobt den Film in jeder Hinsicht: "Mein [...] Professor, [...] sagte mir, dass ein guter Kritiker immer etwas an einem Film auszusetzen hat. Daraus kann ich nur schließen, dass ich ein sehr schlechter Kritiker bin, denn ich konnte an Pretty Peaches 2 nichts auszusetzen finden. Und ich habe ihn dreimal gesehen. [...] Es gibt keine technischen Mängel, die mir aufgefallen wären.  [...] Ich denke, es ist einer der besten Filme für Erwachsene, die ich seit langem gesehen habe. Um sicherzugehen, werde ich jetzt sagen, dass mir das Muster auf den Bettdecken im Motel nicht gefällt". Das Fazit lautet: "Auch wenn ich nichts auszusetzen habe, ist es ein rauer, ausgelassener, mitreißender und erregender Spaß".

## Wissenswertes
- In diesem Film arbeitete Tracey Adams erstmals mit Peter North zusammen, was ihnen den XRCO Award in der Kategorie „Best Copulation Scene“ einbrachte.
- Der Film belegt Platz 30 auf der Liste der „List for the 500 Greatest Adult films of All Time“[3] von AVN

## Auszeichnungen
- 1988: XRCO Award: „Best Film“ – Pretty Peaches 2[4]
- 1988: XRCO Award: „Best Copulation Scene“ – Tracey Adams und Peter North in Pretty Peaches 2[5]
- 1989: AVN Award: „Best Film“ – Pretty Peaches 2[6]
- 1989: AVN Award: „Best Director-Film“ – Alex DeRenzy von Pretty Peaches 2[7]
- 1989: AVN Award: „Best Editing“ – Pretty Peaches 2[8]
- 1989: AVN Award: „Best Supporting Actor - Film“ – Jamie Gillis in Pretty Peaches 2[9]
- 2003: AVN Award: „Best Classic Release On DVD“ – Pretty Peaches 2[10]